# والتر إل. شو
والتر إل. شو (بالإنجليزية: Walter L. Shaw)‏ هو مهندس أمريكي، ولد في 20 ديسمبر 1916 في فينيلاند في الولايات المتحدة، وتوفي في 21 يوليو 1996 في فورت لودرديل في الولايات المتحدة.